# لیبیدو
 زیست‌مایه یا لیبیدو (به انگلیسی: libido) انگیزهٔ کلی جنسی یا تمایل فرد به فعالیت جنسی است. در نظریهٔ روان‌کاوی، لیبیدو یا میل جنسی انگیزهٔ روانی یا انرژی است، که به ویژه با غریزهٔ جنسی مرتبط است، اما در سایر تمایلات و انگیزه‌های غریزی نیز وجود دارد. لیبیدو تحت تأثیر عوامل بیولوژیکی، روان‌شناختی و اجتماعی است. از نظر زیست‌شناختی، هورمون‌های جنسی و انتقال‌دهنده‌های عصبی مرتبط که بر هستهٔ اکومبنس عمل می‌کنند (به ترتیب تستوسترون و دوپامین)، میل جنسی را در انسان تنظیم می‌کنند.
زیگموند فروید، که مبدع استفادهٔ مدرن از این اصطلاح است، میل جنسی را «انرژی، به عنوان یک غریزه.» در نظر گرفت از آن غریزه‌هایی که با همهٔ چیزهایی که ممکن است در زیر کلمه وجود داشته باشد می‌توان تعریف کرد. مثل «عشق» که می‌توان آن را در بالای تمام احساسات قرار داد.
این انرژی، نیرویی غریزی است که در آنچه فروید آن را شناسه نامیده‌است، ساختار کاملاً ناخودآگاه روان انسان است.
وی همچنین توضیح داد که این می‌تواند یک شباهت با گرسنگی یا اراده به قدرت و غیره باشد با اصرار که این یک غریزهٔ اساسی است که در تمام انسان‌ها ذاتی است و تمام افراد حتی ناخواسته از آن استفاده می‌کنند.

## مراحل تکامل میل جنسی
فروید ایدهٔ مراحل تکامل را ایجاد کرد که طی آن میل جنسی روی مناطق تثبیت می‌شود. ابتدا در مرحلهٔ دهان (نمونه‌ای از لذت یک نوزاد)، سپس در مرحلهٔ بعد (نمونه‌ای از یک کودک نوپا در کنترل خود)، سپس در مرحلهٔ فالیک، از طریق مرحلهٔ تأخیری که در آن میل جنسی خفته‌است، تا دوباره به بلوغ می‌رسد که در مرحلهٔ دستگاه تناسلی مجدداً تبدیل شود. (جنسی) و بعداً کارل گوستاو یونگ در هر دو مرحلهٔ شفاهی و مقعدی زیربخش‌ها را اضافه می‌کند.
فروید نه کاملاً اما می‌خواهد بگوید لذت‌ها در انتها به لذت جنسی تبدیل می‌شوند. فروید خاطرنشان کرد: «این درایوهای لیبرال می‌توانند با قراردادهای رفتار متمدنانه در روان خود نشان دهند اما آنها با ابرخودروهایشان یا چیزهایی از این قبیل رفتارهای متمدنانه را زیر سؤال می‌برند. این نیاز به انطباق با جامعه و کنترل میل جنسی است که منجر به تنش و آشفتگی در فرد می‌شود و باعث خواهد شد که از دفاع از خود استفاده کند تا انرژی روانی این نیازها برآورده و عمدتاً ناخودآگاه را به اشکال دیگر هدر دهد. استفادهٔ بیش از حد از دفاع از خود باعث ایجاد بیماری عصبی می‌شود. هدف اصلی روانکاوی آوردن درایوهای شناسه به هوشیاری است، که به آنها اجازه می‌دهد مستقیماً برآورده شوند و از این طریق اعتماد بیمار به دفاع از خود کاهش می‌یابد.»
فروید میل جنسی را به عنوان عبور از یک سری مراحل رشد و نمو در فرد مشاهده می‌کند. عدم تطابق کافی با خواسته‌های این مراحل مختلف می‌تواند منجر به تبدیل شدن انرژی لیدینین به «آسیب دیدگی» یا در این مراحل تثبیت شده و در طی بزرگسالی خصوصیات پاتولوژیکی خاصی در فرد ایجاد کند؛ بنابراین فرد روانی برای فروید فردی نابالغ بود و هدف روانکاوی این بود که این اصلاحات را به آگاهی آگاهانه منتقل کنیم تا انرژی میل جنسی آزاد شود و برای استفاده آگاهانه در نوعی تصعید سازنده فراهم شود. (تا آنجایی که من می‌دانم اپیکوریان هم نظراتی همانند این دارند) البته بسیار بسیار متفاوت است. نوشته و ترجمه سینا زلفی
اپیکور می‌گوید:
«بزرگ‌ترین خوبی حزم است. حزم حتی از فلسفه گرانبهاتر است».
اما بنظر من در واقعیت اینگونه نیست و انسان پیچیده‌تر از آن است که بتوان با دیدگاه تک خطی به آن نگاه کرد. انسان از یک بخش تشکیل نشده که بخواهیم آن را در راستای یک بخش تفسیر کنیم و برای تفسیر آن باید نگاه پیچیده‌تر و همه‌جانبه تری داشته باشیم که فروید این ویژگی رو زیر پا گذاشته‌است.
لیبیدو روی انواع مختلف نیازها متمرکز می‌شود، هم نیازهای فیزیولوژیک و هم نیازهای معنوی. گفته می‌شود که آن عده از عناصر شخصیت که در آنها مقدار زیادی انرژی لیبیدویی سرمایه‌گذاری می‌شود، بیشتر از بقیه ارزشمند هستند؛ بنابراین به عقیده یونگ، ارزش یک چیز به این ترتیب تعیین می‌شود که چه مقدار انرژی لیبیدویی در آن سرمایه‌گذاری شده‌است.
کم شدن یا از دست دادن لیبیدو ممکن است ناشی از عوامل عضوی مانند پیری یا بیماری مزمن باشد. تعارض‌های هیجانی هم ممکن است باعث کاهش لیبیدو شوند. در روانکاوی بیش از همه به این نوع دوم لیبیدو توجه می‌شود.